# Markovo (Szalatnok)
Markovo falu Horvátországban Verőce-Drávamente megyében. Közigazgatásilag Szalatnokhoz tartozik.

## Fekvése
Verőcétől légvonalban 30, közúton 36 km-re délkeletre, községközpontjától 6 km-re északkeletre, Nyugat-Szlavóniában, a Drávamenti-síkságon, Medinci és Nova Šarovka között fekszik.

## Története
A mai Markovac helyén a 18. században még a verőcei uradalom Senkovce nevű majorja állt, mely a 19. században tovább fejlődött. Közigazgatásilag Medincihez tartozott, melynek északi határrészét képezte. 1998-ban Markovo néven önálló település lett. Nevét védőszentjéről Kőrösi Márkról kapta. 2011-ben a településnek 131 lakosa volt. Lakói többnyire itt építkezett fiatalok, akik összejöveteleiket a helyi közösségi házban tartják.

## Lakossága
| Lakosság változása | Lakosság változása | Lakosság változása | Lakosság változása | Lakosság változása | Lakosság változása | Lakosság változása | Lakosság változása | Lakosság változása | Lakosság változása | Lakosság változása | Lakosság változása | Lakosság változása | Lakosság változása | Lakosság változása | Lakosság változása |
| ------------------ | ------------------ | ------------------ | ------------------ | ------------------ | ------------------ | ------------------ | ------------------ | ------------------ | ------------------ | ------------------ | ------------------ | ------------------ | ------------------ | ------------------ | ------------------ |
| 1857               | 1869               | 1880               | 1890               | 1900               | 1910               | 1921               | 1931               | 1948               | 1953               | 1961               | 1971               | 1981               | 1991               | 2001               | 2011               |
| 0                  | 0                  | 0                  | 0                  | 0                  | 0                  | 0                  | 0                  | 0                  | 0                  | 0                  | 0                  | 0                  | 0                  | 163                | 131                |

(1991-ig lakosságát Medincihez számították.)